# Wojciech Orłowski
Wojciech Orłowski (Racibórz, 1981. október 14. –) lengyel amatőr birkózó. Birkózásban és kevert harcművészetben (MMA) versenyez.
7 MMA-meccséből 3-at nyert meg, legyőzte Tomasz Molskit, Maciej Marczewskit és Arkadiusz Jedraczkát is. Ringneve a „Gentleman”.